# 대한민국의 고교 야구
대한민국의 고교 야구는 대한민국의 고등학교 1~3학년 과정의 학생들간 실시하는 야구 경기를 가리킨다. 고등학교 야구 대회나 경기들은 주로 대한야구협회에서 주관한다.

## 학교 야구의 역사

### 초창기와일제강점기
대한민국에 최초로 야구가 전해진 해인 1905년에 한성고등학교가 학교 차원에서 야구를 처음으로 시작했다고 전해진다. 이후 경신, 휘문, 배재 등 다른 학교에도 야구팀이 생기면서 활발한 교환 경기를 가지기도 했다.
일제 강점기에도 학교 야구는 계속되었고, 그 결과 1920년에는 조선체육회 발족 기념으로 제1회 전조선야구대회가 열리게 되었다. 1921년부터는 일본의 전국중등학교우승야구대회(지금의 전국 고등학교 야구 선수권 대회)에 조선지역 예선이 생겨, 조선의 학교가 조선대표로 대회에 출전할 수 있게 되었다. 출전 내역은 아래 표와 같다.
| 회수 | 연도 | 참가학교         | 성적        |
| ---- | ---- | ---------------- | ----------- |
| 7회  | 1921 | 부산공립상업학교 | 8강         |
| 8회  | 1922 | 경성중학교       | 1회전       |
| 9회  | 1923 | 휘문고등보통학교 | 8강         |
| 10회 | 1924 | 경성중학교       | 1회전       |
| 11회 | 1925 | 부산중학교       | 2회전       |
| 12회 | 1926 | 경성중학교       | 8강         |
| 13회 | 1927 | 경성중학교       | 2회전       |
| 14회 | 1928 | 경성중학교       | 2회전       |
| 15회 | 1929 | 평양중학교       | 2회전       |
| 16회 | 1930 | 대구공립상업학교 | 2회전       |
| 17회 | 1931 | 경성상업학교     | 2회전       |
| 18회 | 1932 | 평양중학교       | 1회전       |
| 19회 | 1933 | 선린상업학교     | 1회전       |
| 20회 | 1934 | 경성상업학교     | 8강         |
| 21회 | 1935 | 신의주상업학교   | 2회전       |
| 22회 | 1936 | 인천공립상업학교 | 2회전       |
| 23회 | 1937 | 용산중학교       | 1회전       |
| 24회 | 1938 | 인천공립상업학교 | 2회전       |
| 25회 | 1939 | 인천공립상업학교 | 1회전       |
| 26회 | 1940 | 평양제일중학교   | 2회전       |
| 27회 | 1941 | 청진수산학교     | (대회 중단) |

주로 경성중학교 등의 일본인 학교가 주로 출전했었지만, 부산공립상업학교, 휘문고보 등 조선인이 세운 학교도 대회에 출전한 기록이 있다.
한편, 동아일보사는 1926년에 경신, 배재, 중앙, 휘문 등 4개 중등학교의 재학생과 졸업생을 대상으로 한 4구락부 연맹전이 열리기도 했다. 이 대회는 1936년 동아일보사가 일장기 말소 사건으로 인해 정간되면서 광복때까지 대회가 10년 가까이 중단되기도 했다.

### 고교 야구의 중흥기
해방 이듬해인 1946년에 자유신문사의 주최로 열린, 첫 야구 대회인 전국중등학교야구선수권대회가 개최되었다. 그 다음해인 1947년에는 동아일보사의 전국지구대표 중등야구 쟁패전이 시작되었고, 1949년에는 지방언론사에선 최초로 부산의 산업신문사가 화랑대기 전국고교야구대회를 개최하였다.
그러나 1950년에 발발한 한국 전쟁으로 인해 위 대회들이 2년에서 4년간 잠시 중단되기도 했다. 하지만 전쟁이 끝난 뒤, 위의 대회는 계속 열리게 되었다. 그리고 1950년에 있었던 학제 개편의 영향으로 중등학교야구선수권대회는 청룡기 전국고교야구 선수권대회로, 중등야구 쟁패전은 황금사자기 전국고교야구대회로 이름이 바뀌었다. 한편, 청룡기는 자유신문사의 간부들이 전쟁중에 납북되면서 조선일보사가 이때부터 대회를 주최하기 시작했다.
이어서 1967년에는 중앙일보사와 동양방송이 공동 주최한 대통령배 전국고교야구대회가 출범하였고, 뒤이어 1971년에는 한국일보사가 주최하는 봉황대기 전국고교야구대회가 시작되었다. 1979년에는 대구의 매일신문사가 두 번째 지방대회인 대붕기 전국고교야구대회를 개최했다. 이때가 고교야구 인기가 최절정에 이르렀던 시기였다.
한편, 이때의 고교야구는 몇몇 학교가 우승을 휩쓰는 분위기가 있었다. 1950년대에는 주로 동산고등학교(6회)와 인천고등학교(5회)가 선전했었다. 1969년에는 선린상업고등학교가 그 해의 모든 대회 우승을 휩쓸었고, 1971년에는 경북고등학교가 한 해에 서울에서 열리는 4개의 전국대회를 모두 석권하는 전무후무한 기록을 세웠다. 이후로 한 학교가 한 해의 모든 대회를 우승하는 사례는 물론, 서울의 4대 전국대회를 모두 우승하는 경우도 찾아볼 수 없게 되었다.

### 프로 야구출범 이후~현재
1982년에 프로 야구가 출범하면서 고교야구의 인기는 예전과는 비교할 수 없을 정도로 식어갔다. 하지만 명승부는 계속되었고, 이후 고등학교때 활약했던 선수들이 프로에 바로 진출하는 일도 자주 볼 수 있게 되었다. 대회는 오히려 예전보다 더 늘어났다. 1994년에는 광주일보사가 광주에서 무등기 전국고교야구대회를 열었고, 2003년에는 인천일보사의 미추홀기 전국고교야구대회가 인천에서 매년 열리고 있다.

### 주말 리그제 도입
2011년부터는 선수들의 공부와 운동을 병행하겠다는 취지하에 고교야구 주말리그가 시작된다, 리그제의 도입으로 기존의 대회에도 많은 변화가 생겼는데 축구의 FA컵과 유사한 성격의 대회인 봉황대기 전국고교야구대회는 폐지되고 대통령배 전국고교야구대회가 대신하게 되었으며 황금사자기 전국고교야구대회는 고교야구 주말리그 전반기 전국 대회가 되었고 청룡기 전국고교야구 선수권대회는 고교야구 주말리그 후반기 전국 대회가 되었다. 전국체육대회 고등학교 야구는 기존대로 시행하고 위의 4개 대회 외에 언론사 주최 전국고교야구대회는 전부 폐지되었다.
2013년에 7월 16일 10구단 KT 위즈의 대한야구협회와 유스트림 코리아와의 아마야구 후원 협약에 따라 봉황대기 전국고교야구대회가 부활되고 대한야구협회장기 전국고교야구대회가 신설되었다. 2013년 11월 21일 율곡고등학교가 야구부 창단을 결정함에 따라 1986년 59개교 이후 사상 최다인 60개 팀 시대에 접어 들게 되었다. 2014년에는 글로벌선진학교가 야구부를 창단하였다.
2015년부터는 1년에 두차례 열리던 고교야구 주말리그가 전반기에만 열리게 됐다. 후반기에 토너먼트 대회가 3개나 열리기 때문에 일정상 열릴 수 없게 되었으나 고교야구 선수들을 야구만 하는 선수로 만들 수 있다는 비판도 있었다. 8월에 열린 제3회 대한야구협회장기 전국고교야구대회부터 송탄제일고등학교와 백송고등학교가 참가했다.

## 야구부가 존재하는 고등학교들
※ 2023년 등록된 학교를 기준으로 하며, 총 96개 학교이다.
- 서울(16개)

경기고등학교 ·  경동고등학교 ·  덕수고등학교 ·  배명고등학교 ·  배재고등학교 ·  서울고등학교 ·  서울디자인고등학교 ·  선린인터넷고등학교 ·  성남고등학교 ·  성지고등학교 ·  신일고등학교 ·  장충고등학교 ·  중앙고등학교 ·  청원고등학교 ·  충암고등학교 ·  휘문고등학교
- 부산(6개)

개성고등학교 ·  경남고등학교 ·  부경고등학교 ·  부산고등학교 ·  부산공업고등학교 ·  부산정보고등학교
- 대구(3개)

경북고등학교 ·  대구고등학교 ·  대구상원고등학교
- 인천(3개)

동산고등학교 ·  인천고등학교 ·  제물포고등학교
- 광주(3개)

광주동성고등학교 ·  광주제일고등학교 ·  광주진흥고등학교
- 대전(1개)

대전고등학교 ·  대전제일고등학교
- 울산(1개)

울산공업고등학교
- 경기(18개)

경기항공고등학교  ·  경민IT고등학교  ·  라온고등학교(구 송탄제일고등학교)  ·  백송고등학교  ·  부천고등학교  ·  비봉고등학교  ·  상우고등학교  ·  소래고등학교  ·  신흥고등학교  ·  안산공업고등학교  ·  야탑고등학교  ·  유신고등학교  ·  율곡고등학교(현 율곡고야구단)  ·  인창고등학교  ·  장안고등학교  ·  진영고등학교  ·  청담고등학교  ·  충훈고등학교
- 강원(4개)

강릉고등학교 ·  설악고등학교 ·  원주고등학교 ·  강원고등학교
- 충북(3개)

세광고등학교 ·  청주고등학교 ·  충주성심학교
- 충남(2개)

광천고등학교 ·  공주고등학교 ·  북일고등학교
- 전북(4개)

군산상일고등학교 ·  인상고등학교 ·  전북인공지능고등학교 ·  전주고등학교
- 전남(2개)

화순고등학교 ·  효천고등학교
- 경북(4개)

경주고등학교 ·  글로벌선진학교 · 포항제철공업고등학교 • 도개고등학교
- 경남(4개)

김해고등학교 ·  마산고등학교 ·  용마고등학교 · 창원공업고등학교
- 제주(1개)

제주고등학교

## 전국 고교 야구 선수권 대회
다음은 대한민국의 전국 고등학교 야구 선수권 대회이다.
- 황금사자기 전국고교야구대회 - 동아일보
- 대통령배 전국고교야구대회 - 중앙일보
- 청룡기 전국고교야구 선수권대회 - 조선일보
- 봉황대기 전국고교야구대회 - 한국일보
- 대한야구협회장기 전국고교야구대회 - 대한야구협회
- 무등기 전국고교야구대회 - 광주일보
- 대붕기 전국고교야구대회 - 매일신문
- 화랑대기 전국고교야구대회 - 부산일보
- 미추홀기 전국고교야구대회 - 인천일보
- 전국체육대회 고교야구부문 - 대한체육회

### 역대 고교야구대회 우승 학교
| 연도 | 황금사자기   | 대통령배 | 청룡기     | 봉황대기   | 무등기   | 대붕기        | 화랑대기   | 미추홀기 | 전국체전 | 대한야구협회장기 |
| ---- | ------------ | -------- | ---------- | ---------- | -------- | ------------- | ---------- | -------- | -------- | ---------------- |
| 1946 | -            | -        | 부산상중   | -          | -        | -             | -          | -        | -        | -                |
| 1947 | 경남중       | -        | 경남중     | -          | -        | -             | -          | -        | -        | -                |
| 1948 | 경남중       | -        | 경남중     | -          | -        | -             | -          | -        | 경남중   | -                |
| 1949 | 경남중       | -        | 광주서중   | -          | -        | -             | 경남중     | -        | -        | -                |
| 1950 | (중단)       | -        | 대구상중   | -          | -        | -             | (중단)     | -        | -        | -                |
| 1951 | (중단)       | -        | (중단)     | -          | -        | -             | (중단)     | -        | -        | -                |
| 1952 | (중단)       | -        | (중단)     | -          | -        | -             | (중단)     | -        | -        | -                |
| 1953 | (중단)       | -        | 인천고     | -          | -        | -             | 인천고     | -        | -        | -                |
| 1954 | 인천고       | -        | 인천고     | -          | -        | -             | 경남고     | -        | -        | -                |
| 1955 | 경남고       | -        | 동산고     | -          | -        | -             | 인천고     | -        | -        | -                |
| 1956 | (중단)       | -        | 동산고     | -          | -        | -             | 동산고     | -        | -        | -                |
| 1957 | 동산고       | -        | 동산고     | -          | -        | -             | 경복고     | -        | -        | -                |
| 1958 | 경기공고     | -        | 경기공고   | -          | -        | -             | 경남고     | -        | -        | -                |
| 1959 | 경동고       | -        | 동산고     | -          | -        | -             | (중단)     | -        | -        | -                |
| 1960 | 경동고       | -        | 경동고     | -          | -        | -             | 경동고     | -        | -        | -                |
| 1961 | 성동고       | -        | 성동고     | -          | -        | -             | 동산고     | -        | -        | -                |
| 1962 | 경기공고     | -        | 부산고     | -          | -        | -             | 부산고     | -        | -        | -                |
| 1963 | 선린상고     | -        | 부산공고   | -          | -        | -             | 부산고     | -        | -        | -                |
| 1964 | 성남고       | -        | 부산상고   | -          | -        | -             | 동대문상고 | -        | -        | -                |
| 1965 | 중앙고       | -        | 동대문상고 | -          | -        | -             | 부산고     | -        | -        | -                |
| 1966 | 선린상고     | -        | 동산고     | -          | -        | -             | 부산고     | -        | -        | -                |
| 1967 | 경남고       | 경북고   | 경북고     | -          | -        | -             | 대구상고   | -        | -        | -                |
| 1968 | 경북고       | 경북고   | 경북고     | -          | -        | -             | 경남고     | -        | -        | -                |
| 1969 | 선린상고     | 선린상고 | 선린상고   | -          | -        | -             | 선린상고   | -        | -        | -                |
| 1970 | 성남고       | 경북고   | 대구상고   | -          | -        | -             | 경북고     | -        | 경북고   | -                |
| 1971 | 경북고       | 경북고   | 경북고     | 경북고     | -        | -             | 경북고     | -        | -        | -                |
| 1972 | 군산상고     | 경북고   | 중앙고     | 배명고     | -        | -             | 경북고     | -        | 경남고   | -                |
| 1973 | 대구상고     | 대구상고 | 경남고     | 대구상고   | -        | -             | (중단)     | -        | -        | -                |
| 1974 | 경남고       | 경북고   | 경북고     | 대구상고   | -        | -             | 부산상고   | -        | 부산상고 | -                |
| 1975 | 부산상고     | 광주일고 | 경북고     | 경북고     | -        | -             | 경남상고   | -        | -        | -                |
| 1976 | 신일고       | 군산상고 | 경남고     | 부산상고   | -        | -             | 부산상고   | -        | -        | -                |
| 1977 | 광주상고     | 공주고   | 대구상고   | 충암고     | -        | -             | 세광고     | -        | 선린상고 | -                |
| 1978 | 신일고       | 부산고   | 부산고     | 서울고     | -        | -             | 부산고     | -        | -        | -                |
| 1979 | 경북고       | 선린상고 | 부산고     | 광주상고   | -        | 배재고        | 부산고     | -        | -        | -                |
| 1980 | 선린상고     | 광주일고 | 선린상고   | 북일고     | -        | 세광고        | 북일고     | -        | 경남고   | -                |
| 1981 | 경북고       | 군산상고 | 경북고     | 경북고     | -        | 대구고        | 신일고     | -        | 경북고   | -                |
| 1982 | 세광고       | 부산고   | 군산상고   | 군산상고   | -        | 경북고        | 북일고     | -        | 북일고   | -                |
| 1983 | 광주일고     | 광주일고 | 북일고     | 광주일고   | -        | 대구고        | 북일고     | -        | -        | -                |
| 1984 | 광주일고     | 서울고   | 군산상고   | 서울고     | -        | 대구고        | 부산고     | -        | 광주일고 | -                |
| 1985 | 전주고       | 서울고   | 서울고     | 부산고     | -        | 대구고        | 선린상고   | -        | 경북고   | -                |
| 1986 | 군산상고     | 군산상고 | 덕수상고   | 부산고     | -        | 보성고        | 북일고     | -        | -        | -                |
| 1987 | 신일고       | 북일고   | 대전고     | 북일고     | -        | 대구고        | 경남상고   | -        | 북일고   | -                |
| 1988 | 동산고       | 광주상고 | 광주일고   | 충암고     | -        | 대구상고      | 신일고     | -        | -        | -                |
| 1989 | 인천고       | 부산고   | 동대문상고 | 동산고     | -        | 세광고        | 경남고     | -        | 유신고   | -                |
| 1990 | 충암고       | 충암고   | 경남고     | 대전고     | -        | 대구상고      | 동산고     | -        | 공주고   | -                |
| 1991 | 신일고       | 경남상고 | 경남상고   | 신일고     | -        | 북일고        | 부산고     | -        | 부산고   | -                |
| 1992 | 배명고       | 부산고   | 공주고     | 배명고     | -        | 신일고        | 부산고     | -        | 배명고   | -                |
| 1993 | 신일고       | 대구상고 | 경북고     | 부산고     | -        | 신일고        | 경남상고   | -        | 북일고   | -                |
| 1994 | 덕수상고     | 대전고   | 휘문고     | 덕수상고   | 광주일고 | 경북고        | 마산고     | -        | 부천고   | -                |
| 1995 | 덕수상고     | 배재고   | 광주일고   | 충암고     | 진흥고   | 광주상고      | 경남상고   | -        | 인천고   | -                |
| 1996 | 신일고       | 휘문고   | 휘문고     | 군산상고   | 진흥고   | 경동고        | 마산고     | -        | 광주일고 | -                |
| 1997 | 신일고       | 북일고   | 신일고     | 신일고     | 광주상고 | 대구고        | 경남고     | -        | 경남고   | -                |
| 1998 | 대구상고     | 경남상고 | 경남고     | 경남고     | 동산고   | 전주고        | 경남상고   | -        | 군산상고 | -                |
| 1999 | 군산상고     | 부산고   | 대구상고   | 천일고     | 광주일고 | 경기고        | 제물포고   | -        | 대구상고 | -                |
| 2000 | 경기고       | 부산고   | 성남고     | 진흥고     | 광주상고 | 동산고        | 부산상고   | -        | 대구고   | -                |
| 2001 | 휘문고       | 진흥고   | 덕수정보고 | 청주기공고 | 동성고   | 용마고        | 경남고     | -        | 진흥고   | -                |
| 2002 | 북일고       | 광주일고 | 광주일고   | 북일고     | 배명고   | 경북고        | 북일고     | -        | 북일고   | -                |
| 2003 | 신일고       | 대구고   | 동성고     | 경남고     | 광주일고 | 대구고        | 부산고     | 유신고   | 부산고   | -                |
| 2004 | 덕수정보고   | 인천고   | 성남고     | 동성고     | 광주일고 | 용마고 동산고 | 덕수정보고 | 안산공고 | 부산고   | -                |
| 2005 | 광주일고     | 동성고   | 동산고     | 유신고     | 북일고   | 상원고        | 덕수정보고 | 충암고   | 신일고   | -                |
| 2006 | 장충고       | 장충고   | 경남고     | 덕수정보고 | 진흥고   | 대구고        | 덕수정보고 | 충암고   | 광주일고 | -                |
| 2007 | 장충고       | 광주일고 | 경남고     | 충암고     | 장충고   | 성남고        | 부산고     | 인천고   | 서울고   | -                |
| 2008 | 광주일고     | 덕수고   | 대구고     | 대구고     | 청원고   | 인천고        | 진흥고     | 인천고   | 덕수고   | -                |
| 2009 | 충암고       | 덕수고   | 신일고     | 북일고     | 개성고   | 상원고        | 개성고     | 제물포고 | 상원고   | -                |
| 2010 | 광주일고     | 휘문고   | 경남고     | 대구고     | 북일고   | 상원고        | 부산고     | 제물포고 | 북일고   | -                |
| 2011 | 충암고       | 북일고   | 상원고     | -          | -        | -             | -          | -        | 북일고   | -                |
| 2012 | 북일고       | 진흥고   | 덕수고     | -          | -        | -             | -          | -        | 북일고   | -                |
| 2013 | 덕수고       | 공주고   | 덕수고     | 군산상고   | -        | -             | -          | -        | 군산상고 | 덕수고           |
| 2014 | 서울고       | 서울고   | 덕수고     | 휘문고     | -        | -             | -          | -        | 북일고   | 경기고           |
| 2015 | 선린인터넷고 | 광주일고 | 상원고     | 경북고     | -        | -             | -          | -        | 용마고   | 동산고           |
| 2016 |              |          |            |            | -        | -             | -          | -        |          |                  |

1. ↑  10구단 KT, 아마야구에 10년간 100억 후원 보관됨 2014-09-03 - 웨이백 머신 - 서울경제
2. ↑  사상 최초 고교야구 60팀 시대 '활짝'  - 인천일보
3. ↑  주말리그 축소…과거로 돌아가는 고교야구 - MK 스포츠
4. ↑  '고양 유일' 백송고 야구부 창단, 68번째 고교야구팀 탄생 - 스포츠Q
5. ↑  대한민국에서 고교 야구 리그에 참가하는 유일한 특수학교 야구단이다.
6. ↑  전국체전 부분의 우승 학교 목록은 각 학교의 홈페이지를 참조하였음.

### 대회 통산 우승 횟수
2015년 11월 현재
| 우승 횟수 | 학교                                                                                       | 비고                                                  |
| --------- | ------------------------------------------------------------------------------------------ | ----------------------------------------------------- |
| 27회      | 경북고등학교                                                                               |                                                       |
| 24회      | 경남고등학교 부산고등학교                                                                  | (경남중 포함)                                         |
| 20회      | 광주제일고등학교                                                                           | (광주서중 포함)                                       |
| 19회      | 북일고등학교                                                                               |                                                       |
| 17회      | 대구상원고등학교 덕수고등학교                                                              | (대구상중, 대구상고 포함) (덕수상고, 덕수정보고 포함) |
| 16회      | 신일고등학교 동산고등학교                                                                  |                                                       |
| 12회      | 대구고등학교                                                                               |                                                       |
| 11회      | 군산상일고등학교 선린인터넷고등학교                                                        | (선린상고 포함)                                       |
| 10회      | 광주동성고등학교 인천고등학교 충암고등학교                                                 | (광주상고 포함)                                       |
| 9회       | 개성고등학교                                                                               | (부산상중, 부산상고 포함)                             |
| 8회       | 부경고등학교                                                                               | (경남상고 포함)                                       |
| 7회       | 광주진흥고등학교 서울고등학교                                                              |                                                       |
| 6회       | 휘문고등학교                                                                               |                                                       |
| 5회       | 경동고등학교 성남고등학교                                                                  |                                                       |
| 4회       | 배명고등학교 세광고등학교 장충고등학교 청원고등학교                                        | (동대문상고 포함)                                     |
| 3회       | 공주고등학교 경기고등학교 경기공업고등학교 대전고등학교 제물포고등학교                     | (現 서울과학기술대학교)                               |
| 2회       | 마산고등학교 배재고등학교 성동고등학교 용마고등학교 유신고등학교 전주고등학교 중앙고등학교 | (해체)                                                |
| 1회       | 경복고등학교 보성고등학교 부산공업고등학교 안산공업고등학교 청주기계공업고등학교           |                                                       |

※ 전국체전, 한국야구대제전 우승은 우승 횟수에 포함되지 않았음.

## 같이 보기
- 전국 고등학교 야구 선수권 대회